# أرتيم أتاييف
أرتيم إريموفيتش أتاييف (مواليد 23 نوفمبر 1938) (بالروسية: Артём Ерёмович Атаев) هو عالم روسي في مجال فيزياء المواد المكثفة.

## مسيرته
ولد أتاييف سنة 1938.
في عام 1956 تخرج مع ميدالية ذهبية في مدرسة في مدينة سمرقند. في عام 1962 تخرج من معهد هندسة الطاقة في موسكو، ثم واصل التعليم العالي في كلية الميكانيكا والرياضيات بجامعة موسكو الحكومية.
في عام 1970 دافع عن أطروحته حول قضايا استخراج الحزم الإلكترونية من بلازما تفريغ القوس الزئبقي.
يعمل في معهد هندسة الطاقة في موسكو دكتورا في العلوم التقنية، كما يقدم محاضرات عن الأسس الفيزيائية للهندسة الإلكترونية، أساسيات تكنولوجيا الإضاءة، الأجهزة الأيونية.